# 乳多空病毒纲
乳多空病毒纲（学名：Papovaviricetes）为科薩特病毒門的一个纲。

## 下级分类
本纲包括以下目：
- SE多瘤病毒目 Sepolyvirales
- 楚尔豪森病毒目 Zurhausenvirales